# 丰多
丰多（義大利語：Fondo），曾是意大利特伦托自治省的一个市镇。总面积30平方公里，人口1484人，人口密度49.5人/平方公里（2009年）。ISTAT代码为022088。
2020年1月1日卡斯特尔丰多、丰多及马洛斯科三个市镇合并为新的阿瑙尼亚镇市镇。